# Мало Поље (Перушић)
Мало Поље је насељено мјесто у Лици, у општини Перушић, у Личко-сењској жупанији, Република Хрватска.

## Географија
Мало Поље се налази 3 км западно од Перушића.

## Историја
До територијалне реорганизације у Хрватској насеље се налазило у саставу бивше велике општине Госпић.

## Становништво
Према попису из 1991. године, насеље Мало Поље је имало 136 становника. Према попису становништва из 2001. године, Мало Поље је имало 99 становника. Мало Поље је према попису из 2011. године имало 74 становника.
| Демографија | Демографија | Демографија |
| Година      | Становника  | Становника  |
| ----------- | ----------- | ----------- |
| 1961.       | 265         |             |
| 1971.       | 248         |             |
| 1981.       | 168         |             |
| 1991.       | 136         |             |
| 2001.       | 99          |             |
| 2011.       |             | 74          |

## Познате личности
- Стипе Угарковић, друштвено-политички радник СР Хрватске